# Josep Massot (religiós)
|  | Per a altres significats, vegeu «Josep Massot i Muntaner». |

Josep Massot (Lleida, ~1640 - Barcelona, ~1704) fou un frare agustinià i escriptor català. Es doctorà en teologia a Barcelona. Fou dos cops prior del convent de Sant Agustí Vell (Barcelona), definidor i vicari provincial del seu orde també en dues ocasions. És sobretot recordat per ser l'autor del Compendio historial de los ermitaños de NPS Agustín, del Principado de Cataluña, desde los años 394... hasta los años de 1699 (imprès a Barcelona el 1699) que tot i que apologètic pel que fa a la part antiga de la que es nodreix de cronicons d'historicitat poc rigorosa, car atribueix a totes les catedrals i col·legiates antigues com a originàriament agustins, però molt útil en les biografies i notes de les èpoques més recents. Morí a Barcelona al voltant de l'any 1704.